# Penola eudyptidis
Penola eudyptidis är en tvåvingeart som beskrevs av Richards 1941. Penola eudyptidis ingår i släktet Penola och familjen hoppflugor. Inga underarter finns listade i Catalogue of Life.